# الفثيريوس بترونياس
الفثيريوس بترونياس (باليونانية: Ελευθέριος "Λευτέρης" Πετρούνιας ؛ من مواليد 30 نوفمبر 1990 ، أثينا) لاعب جمباز فني يوناني، خاصل على الندالية الذهبية في الألعاب الأولمبية الصيفية 2016 ، الحاصل على الميدالية البرونزية الأولمبية لعام 2020، بطل العالم ثلاث مرات (2015 ، 2017 ، 2018) وست مرات (2011 ، 2015-18 ، 2021 ، 2022) الحاصل على ميدالية أوروبية في الحلقات الثابتة (ست ذهبيات و برونز واحد). حصل على لقب أفضل رياضي في اليونان للأعوام 2015 و 2016 و 2017 و 2018.

## مسيرة الرياضية
في عام 2011 ، حقق الفثيريوس نجاحاته الأولى في المسابقات الدولية. في بطولة أوروبا في برلين ، احتل اليوناني المركز الثالث في الحلقات. لكنه لم يستطع الوصول إلى دورة الألعاب الأولمبية في لندن.
بعد سنوات قليلة ، حقق لاعب الجمباز اليوناني نتائج جادة على المستوى الدولي. كان عام 2015 عامًا ناجحًا للغاية بالنسبة إلى بترونيا: بعد الانتصارات في البطولات الأوروبية والألعاب الأوروبية ، فاز اليوناني بميدالية ذهبية في بطولة العالم لأول مرة منذ عام 2010 ، عندما كان مواطنه الفثيريوس أصبح كوزميديس بطل العالم في التدريبات الأرضية ، وتأهل للمنافسة في الأولمبياد.
في 21 أبريل 2016 ، مُنح إلفثيريوس بترونيا الحق في أن يكون أول حامل للشعلة في تتابع الشعلة في دورة الألعاب الأولمبية الصيفية في ريو دي جانيرو. بعد شهر ، أصبح لاعب الجمباز اليوناني بطل أوروبا للمرة الثانية في مسيرته.